# Национальный театр (Прага)
Национальный театр в Праге, также Пражский национальный театр (чеш. Národní divadlo v Praze) — оперный и драматический театр в Праге, крупнейший в Чехии. 

## История
Председателем Общества по строительству Национального театра был граф Ян Гаррах. Театр (здание в стилистике неоренессанса, архитектор Й. Зитек) был открыт  11 июня 1881 г. постановкой оперы «Либуше» Б. Сметаны, однако уже в августе 1881 г. уничтожен грандиозным пожаром. В рекордные сроки здание было восстановлено (архитектор Й. Шульц), и 18 ноября 1883 г. Национальный театр вновь открылся постановкой той же оперы Сметаны, председателем труппы стал доктор Ярослав Хлава. 
Пожар 1881 года был воспринят как национальная катастрофа. Строительство велось на народные пожертвования под лозунгом «Нация — себе» (Národ sobě; эти слова украшают зрительный зал). Национальный театр задумывался как главная в Праге площадка для национальных оперных и драматических постановок. В настоящее время наряду с чешскими операми, балетами и драматическими спектаклями в репертуаре Национального театра — художественные произведения со всего мира.
На северном фасаде — статуи А. Вагнера «Забоя» и «Лумира», на аттике — «Аполлон и девять муз» и «Богиня победы» Б. Шнирха. Над боковым входом установлены аллегории Оперы и Драмы (автор предположительно Йозеф Вацлав Мысльбек, широко известный как автор статуи св. Вацлава на Вацлавской площади).
Потолок зрительного зала украшен восемью «Аллегориями искусства» (Ф. Женишек). В главном фойе — живописный триптих «Золотой век, упадок и воскресение искусства» (он же).

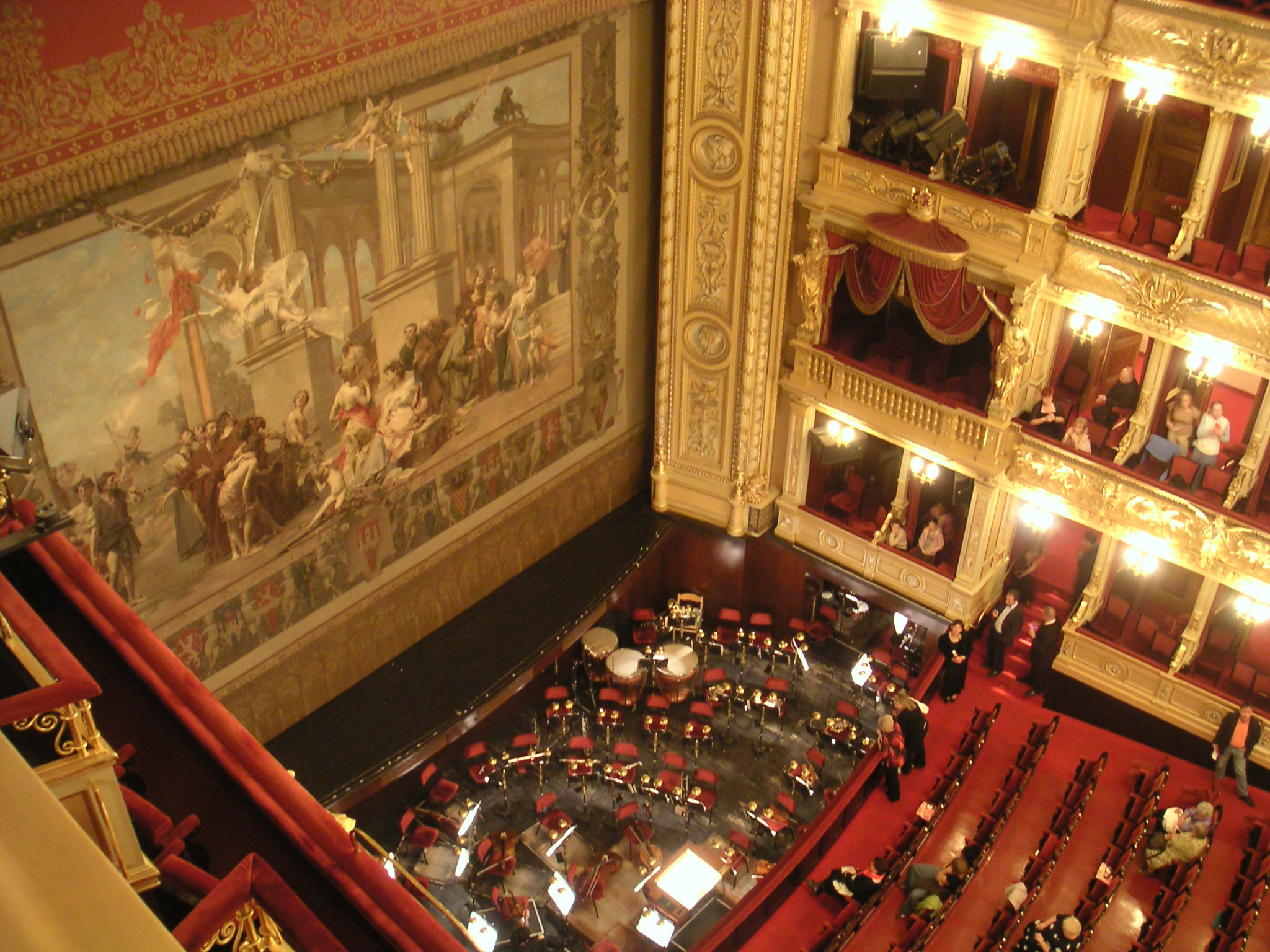
Интерьер театра

В 1976—1983 годы театр был вновь реконструирован и расширен. К столетию Национального театра в 1983 году открылось выстроенное здание Новой сцены, в котором проходят спектакли театра «Волшебный фонарь» (Laterna magica). Другие филиалы Национального театра — Сословный театр и Театр Коловрата.